# Silnice II/355
Silnice II/355 je silnice II. třídy spojující města Pardubice, Hrochův Týnec, Chrast a Hlinsko. Délka silnice je 37,9 km.
V Pardubicích začíná na křižovatce se silnicí I/36, pokračuje v peáži se silnicí II/322 přes železniční přejezd křižující železniční trať Kolín – Česká Třebová, u Černé za Bory se silnice odděluje od silnice II/322 a pokračuje východním až jihovýchodním směrem.
Silnice končí na okraji Hlinska na křižovatce se silnicí I/34.

## Trasa silnice
- Pardubice (I/36, II/322) - dále části města Černá za Bory, Žižín, Hostovice
- Úhřetická Lhota (II/340)
- Dvakačovice
- Hrochův Týnec (I/17)
- Přestavlky
- Rosice
- Chrast (II/358) kříží přes okružní křižovatku
- Horka - dále části obce Silnice a Hlína
- Vrbatův Kostelec - část obce Louka (II/337)
- Tisovec - dále část obce Dřeveš
- Holetín
- Hlinsko (I/34)